# Rhogeessa gracilis
Rhogeessa gracilis (Miller, 1897) è un pipistrello della famiglia dei Vespertilionidi endemico del Messico.

## Descrizione

### Dimensioni
Pipistrello di piccole dimensioni, con la lunghezza totale tra 84 e 89 mm, la lunghezza dell'avambraccio tra 32,7 e 33,5 mm, la lunghezza della coda tra 36 e 43 mm, la lunghezza del piede tra 6 e 8 mm, la lunghezza delle orecchie tra 17,5 e 18 mm.

### Aspetto
La pelliccia è lunga. Le parti dorsali sono giallo-brunastre, con la base dei peli bruno-grigiastra, mentre le parti ventrali sono giallo-rosate, con la base dei peli bruno-grigiastra scura. Il muso è largo, dovuto alla presenza di due masse ghiandolari sui lati. Le orecchie sono relativamente lunghe, triangolari e arrotondate. Nei maschi sono presenti delle masse ghiandolari alla base della superficie dorsale anteriore delle orecchie. Il trago è lungo e sottile. Le ali sono attaccate posteriormente alla base delle dita dei piedi. L'uropatagio è cosparso di pochi peli sulla superficie dorsale fino all'altezza delle ginocchia. Il calcar è ben sviluppato e carenato.

## Biologia

### Alimentazione
Si nutre di insetti.

### Riproduzione
Una femmina catturata nel mese di maggio aveva un embrione.

## Distribuzione e habitat
Questa specie è diffusa nel Messico centrale dagli stati di Jalisco e Zacatecas fino all'Oaxaca occidentale.
Vive in zone tropicali e foreste miste di pini e querce tra 600 e 2.000 metri di altitudine.

## Conservazione
La IUCN Red List, considerato il vasto areale e la presenza in diverse aree protette, classifica R.gracilis come specie a rischio minimo (Least Concern)).